# Pływanie na Letnich Igrzyskach Olimpijskich 2024
Pływanie na Letnich Igrzyskach Olimpijskich 2024 zostało rozegrane pomiędzy 27 lipca – 9 sierpnia 2024 roku w Paris La Défense Arena (pływanie w basenie) oraz na rzece Sekwanie przy moście Aleksandra III (otwarty akwen).

## Konkurencje
Zostało rozegranych 37 konkurencji: 35 w pływaniu na basenie i 2 na akwenie otwartym.                        
Kobiety 
- styl dowolny: 50 m, 100 m, 200 m, 400 m, 800 m, 1500 m, 4 × 100 m, 4 × 200 m
- styl grzbietowy: 100 m, 200 m
- styl klasyczny: 100 m, 200 m
- styl motylkowy: 100 m, 200 m
- styl zmienny: 200 m, 400 m, 4 × 100 m

Mężczyźni
- styl dowolny: 50 m, 100 m, 200 m, 400 m, 800 m, 1500 m, 4 × 100 m, 4 × 200 m
- styl grzbietowy: 100 m, 200 m
- styl klasyczny: 100 m, 200 m
- styl motylkowy: 100 m, 200 m
- styl zmienny: 200 m, 400 m, 4 × 100 m

Sztafety mieszane
- 4 × 100 m stylem zmiennym

Otwarty akwen
Kobiety
- styl dowolny: 10 km

Mężczyźni
- styl dowolny: 10 km

### Harmonogram
| E | Eliminacje | ½ | Półfinały | F | Finał |

R = Sesja poranna; od 11:00 (8–9 sierpnia – od 7:30)
W = Sesja wieczorna; od 20:30 (4 sierpnia – od 18:30)
| Data →                    | 27 lipca | 27 lipca | 28 lipca | 28 lipca | 29 lipca | 29 lipca | 30 lipca | 30 lipca | 31 lipca | 31 lipca | 1 sierpnia | 1 sierpnia | 2 sierpnia | 2 sierpnia | 3 sierpnia | 3 sierpnia | 4 sierpnia | 4 sierpnia | 9 sierpnia | 9 sierpnia |
| Konkurencja ↓             | R        | W        | R        | W        | R        | W        | R        | W        | R        | W        | R          | W          | R          | W          | R          | W          | R          | W          | R          | W          |
| ------------------------- | -------- | -------- | -------- | -------- | -------- | -------- | -------- | -------- | -------- | -------- | ---------- | ---------- | ---------- | ---------- | ---------- | ---------- | ---------- | ---------- | ---------- | ---------- |
| 50 m stylem dowolnym      |          |          |          |          |          |          |          |          |          |          | E          | ½          |            | F          |            |            |            |            |            |            |
| 100 m stylem dowolnym     |          |          |          |          |          |          | E        | ½        |          | F        |            |            |            |            |            |            |            |            |            |            |
| 200 m stylem dowolnym     |          |          | E        | ½        |          | F        |          |          |          |          |            |            |            |            |            |            |            |            |            |            |
| 400 m stylem dowolnym     | E        | F        |          |          |          |          |          |          |          |          |            |            |            |            |            |            |            |            |            |            |
| 800 m stylem dowolnym     |          |          |          |          | E        |          |          | F        |          |          |            |            |            |            |            |            |            |            |            |            |
| 1500 m stylem dowolnym    |          |          |          |          |          |          |          |          |          |          |            |            |            |            | E          |            |            | F          |            |            |
| 100 m stylem grzbietowym  |          |          | E        | ½        |          | F        |          |          |          |          |            |            |            |            |            |            |            |            |            |            |
| 200 m stylem grzbietowym  |          |          |          |          |          |          |          |          | E        | ½        |            | F          |            |            |            |            |            |            |            |            |
| 100 m stylem klasycznym   | E        | ½        |          | F        |          |          |          |          |          |          |            |            |            |            |            |            |            |            |            |            |
| 200 m stylem klasycznym   |          |          |          |          |          |          | E        | ½        |          | F        |            |            |            |            |            |            |            |            |            |            |
| 100 m stylem motylkowym   |          |          |          |          |          |          |          |          |          |          |            |            | E          | ½          |            | F          |            |            |            |            |
| 200 m stylem motylkowym   |          |          |          |          |          |          | E        | ½        |          | F        |            |            |            |            |            |            |            |            |            |            |
| 200 m stylem zmiennym     |          |          |          |          |          |          |          |          |          |          | E          | ½          |            | F          |            |            |            |            |            |            |
| 400 m stylem zmiennym     |          |          | E        | F        |          |          |          |          |          |          |            |            |            |            |            |            |            |            |            |            |
| 4 × 100 m stylem dowolnym | E        | F        |          |          |          |          |          |          |          |          |            |            |            |            |            |            |            |            |            |            |
| 4 × 200 m stylem dowolnym |          |          |          |          |          |          | E        | F        |          |          |            |            |            |            |            |            |            |            |            |            |
| 4 × 100 m stylem zmiennym |          |          |          |          |          |          |          |          |          |          |            |            |            |            | E          |            |            | F          |            |            |
| 10 km na otwartym akwenie |          |          |          |          |          |          |          |          |          |          |            |            |            |            |            |            |            |            | F          |            |

| Data →                    | 27 lipca | 27 lipca | 28 lipca | 28 lipca | 29 lipca | 29 lipca | 30 lipca | 30 lipca | 31 lipca | 31 lipca | 1 sierpnia | 1 sierpnia | 2 sierpnia | 2 sierpnia | 3 sierpnia | 3 sierpnia | 4 sierpnia | 4 sierpnia | 8 sierpnia | 8 sierpnia |
| Konkurencja ↓             | R        | W        | R        | W        | R        | W        | R        | W        | R        | W        | R          | W          | R          | W          | R          | W          | R          | W          | R          | W          |
| ------------------------- | -------- | -------- | -------- | -------- | -------- | -------- | -------- | -------- | -------- | -------- | ---------- | ---------- | ---------- | ---------- | ---------- | ---------- | ---------- | ---------- | ---------- | ---------- |
| 50 m stylem dowolnym      |          |          |          |          |          |          |          |          |          |          |            |            |            |            | E          | ½          |            | F          |            |            |
| 100 m stylem dowolnym     |          |          |          |          |          |          | E        | ½        |          | F        |            |            |            |            |            |            |            |            |            |            |
| 200 m stylem dowolnym     |          |          | E        | ½        |          | F        |          |          |          |          |            |            |            |            |            |            |            |            |            |            |
| 400 m stylem dowolnym     | E        | F        |          |          |          |          |          |          |          |          |            |            |            |            |            |            |            |            |            |            |
| 800 m stylem dowolnym     |          |          |          |          |          |          |          |          |          |          |            |            | E          |            |            | F          |            |            |            |            |
| 1500 m stylem dowolnym    |          |          |          |          |          |          | E        |          |          | F        |            |            |            |            |            |            |            |            |            |            |
| 100 m stylem grzbietowym  |          |          |          |          | E        | ½        |          | F        |          |          |            |            |            |            |            |            |            |            |            |            |
| 200 m stylem grzbietowym  |          |          |          |          |          |          |          |          |          |          | E          | ½          |            | F          |            |            |            |            |            |            |
| 100 m stylem klasycznym   |          |          | E        | ½        |          | F        |          |          |          |          |            |            |            |            |            |            |            |            |            |            |
| 200 m stylem klasycznym   |          |          |          |          |          |          |          |          | E        | ½        |            | F          |            |            |            |            |            |            |            |            |
| 100 m stylem motylkowym   | E        | ½        |          | F        |          |          |          |          |          |          |            |            |            |            |            |            |            |            |            |            |
| 200 m stylem motylkowym   |          |          |          |          |          |          |          |          | E        | ½        |            | F          |            |            |            |            |            |            |            |            |
| 200 m stylem zmiennym     |          |          |          |          |          |          |          |          |          |          |            |            | E          | ½          |            | F          |            |            |            |            |
| 400 m stylem zmiennym     |          |          |          |          | E        | F        |          |          |          |          |            |            |            |            |            |            |            |            |            |            |
| 4 × 100 m stylem dowolnym | E        | F        |          |          |          |          |          |          |          |          |            |            |            |            |            |            |            |            |            |            |
| 4 × 200 m stylem dowolnym |          |          |          |          |          |          |          |          |          |          | E          | F          |            |            |            |            |            |            |            |            |
| 4 × 100 m stylem zmiennym |          |          |          |          |          |          |          |          |          |          |            |            |            |            | E          |            |            | F          |            |            |
| 10 km na otwartym akwenie |          |          |          |          |          |          |          |          |          |          |            |            |            |            |            |            |            |            | F          |            |

| Data →                    | 27 lipca | 27 lipca | 28 lipca | 28 lipca | 29 lipca | 29 lipca | 30 lipca | 30 lipca | 31 lipca | 31 lipca | 1 sierpnia | 1 sierpnia | 2 sierpnia | 2 sierpnia | 3 sierpnia | 3 sierpnia | 4 sierpnia | 4 sierpnia |
| Konkurencja ↓             | R        | W        | R        | W        | R        | W        | R        | W        | R        | W        | R          | W          | R          | W          | R          | W          | R          | W          |
| ------------------------- | -------- | -------- | -------- | -------- | -------- | -------- | -------- | -------- | -------- | -------- | ---------- | ---------- | ---------- | ---------- | ---------- | ---------- | ---------- | ---------- |
| 4 × 100 m stylem zmiennym |          |          |          |          |          |          |          |          |          |          |            |            | E          |            |            | F          |            |            |

## Medaliści

### Basen

#### Mężczyźni
| Konkurencja                           | Złoto: | Czas      | Srebro: | Czas     | Brąz: | Czas          |
| Styl dowolny                          | |           | |          | |               |
| 50 m (szczegóły)                      | Cameron McEvoy · Australia | 21,25     | Benjamin Proud · Wielka Brytania | 21,30    | Florent Manaudou · Francja | 21,56         |
| 100 m (szczegóły)                     | Pan Zhanle · Chiny | 46,40     | Kyle Chalmers · Australia | 47,48    | David Popovici · Rumunia | 47,49         |
| 200 m (szczegóły)                     | David Popovici · Rumunia | 1:44,72   | Matthew Richards · Wielka Brytania | 1:44,74  | Luke Hobson · Stany Zjednoczone | 1:44,79       |
| 400 m (szczegóły)                     | Lukas Märtens · Niemcy | 3:41,78   | Elijah Winnington · Australia | 3:42,21  | Kim Woo-min · Korea Południowa | 3:42,50       |
| 800 m (szczegóły)                     | Daniel Wiffen · Irlandia | 7:38,19 , | Robert Finke · Stany Zjednoczone | 7:38,75  | Gregorio Paltrinieri · Włochy | 7:39,38       |
| 1500 m (szczegóły)                    | Robert Finke · Stany Zjednoczone | 14:30,67  | Gregorio Paltrinieri · Włochy | 14:34,55 | Daniel Wiffen · Irlandia | 14:39,63      |
| Styl grzbietowy                       | |           | |          | |               |
| 100 m (szczegóły)                     | Thomas Ceccon · Włochy | 52,00     | Xu Jiayu · Chiny | 52,32    | Ryan Murphy · Stany Zjednoczone | 52,39         |
| 200 m (szczegóły)                     | Hubert Kós · Węgry | 1:54,26   | Apostolos Christou · Grecja | 1:54,82  | Roman Mityukov · Szwajcaria | 1:54,85       |
| Styl klasyczny                        | |           | |          | |               |
| 100 m (szczegóły)                     | Nicolò Martinenghi · Włochy | 59,03     | Adam Peaty · Wielka Brytania · Nic Fink · Stany Zjednoczone | 59,05    | Nie przyznano | Nie przyznano |
| 200 m (szczegóły)                     | Léon Marchand · Francja | 2:05,85 , | Zac Stubblety-Cook · Australia | 2:06,79  | Caspar Corbeau · Holandia | 2:07,90       |
| Styl motylkowy                        | |           | |          | |               |
| 100 m (szczegóły)                     | Kristóf Milák · Węgry | 49,90     | Josh Liendo · Kanada | 49,99    | Ilya Kharun · Kanada | 50,45         |
| 200 m (szczegóły)                     | Léon Marchand · Francja | 1:51,21 , | Kristóf Milák · Węgry | 1:51,75  | Ilya Kharun · Kanada | 1:52,80       |
| Styl zmienny                          | |           | |          | |               |
| 200 m (szczegóły)                     | Léon Marchand · Francja | 1:54,06 , | Duncan Scott · Wielka Brytania | 1:55,31  | Wang Shun · Chiny | 1:56,00       |
| 400 m (szczegóły)                     | Léon Marchand · Francja | 4:02,95   | Tomoyuki Matsushita · Japonia | 4:08,62  | Carson Foster · Stany Zjednoczone | 4:08,66       |
| Sztafety                              | |           | |          | |               |
| 4 × 100 m stylem dowolnym (szczegóły) | Stany Zjednoczone Jack Alexy (47,67) · Chris Guiliano (47,33) · Hunter Armstrong (46,75) · Caeleb Dressel (47,53) · Ryan Held · Matt King       | 3:09,28   | Australia Jack Cartwright (48,03) · Flynn Southam (48,00) · Kai Taylor (47,73) · Kyle Chalmers (46,59) · William Yang                                              | 3:10,35  | Włochy Alessandro Miressi (48,04) · Thomas Ceccon (47,44) · Paolo Conte Bonin (48,16) · Manuel Frigo (47,06) · Lorenzo Zazzeri · Leonardo Deplano        | 3:10,70       |
| 4 × 200 m stylem dowolnym (szczegóły) | Wielka Brytania James Guy (1:45,09) · Thomas Dean (1:45,28) · Matthew Richards (1:45,11) · Duncan Scott (1:43,95) · Jack McMillan · Kieran Bird | 6:59,43   | Stany Zjednoczone Luke Hobson (1:45,55) · Carson Foster (1:45,31) · Drew Kibler (1:45,12) · Kieran Smith (1:44,80) · Brooks Curry · Blake Pieroni · Chris Guiliano | 7:00,78  | Australia Maximillian Giuliani (1:45,99) · Flynn Southam (1:45,53) · Elijah Winnington (1:45,19) · Thomas Neill (1:45,27) · Kai Taylor · Zac Incerti     | 7:01,98       |
| 4 × 100 m stylem zmiennym (szczegóły) | Chiny Xu Jiayu (52,37) · Qin Haiyang (57,98) · Sun Jiajun (51,19) · Pan Zhanle (45,92) · Wang Changhao                                          | 3:27,46   | Stany Zjednoczone Ryan Murphy (52,44) · Nic Fink (58,97) · Caeleb Dressel (49,41) · Hunter Armstrong (47,19) · Charlie Swanson · Thomas Heilman · Jack Alexy       | 3:28,01  | Francja Yohann Ndoye-Brouard (52,60) · Léon Marchand (58,62) · Maxime Grousset (49,57) · Florent Manaudou (47,59) · Clément Secchi · Rafael Fente-Damers | 3:28,38       |

#### Kobiety
| Konkurencja                           | Złoto: | Czas      | Srebro: | Czas     | Brąz: | Czas     |
| Styl dowolny                          | |           | |          | |          |
| 50 m (szczegóły)                      | Sarah Sjöström · Szwecja | 23,71     | Meg Harris · Australia | 23,97    | Zhang Yufei · Chiny | 24,20    |
| 100 m (szczegóły)                     | Sarah Sjöström · Szwecja | 52,16     | Torri Huske · Stany Zjednoczone | 52,29    | Siobhan Haughey · Hongkong | 52,33    |
| 200 m (szczegóły)                     | Mollie O’Callaghan · Australia | 1:53,27   | Ariarne Titmus · Australia | 1:53,81  | Siobhan Haughey · Hongkong | 1:54,55  |
| 400 m (szczegóły)                     | Ariarne Titmus · Australia | 3:57,49   | Summer McIntosh · Kanada | 3:58,37  | Katie Ledecky · Stany Zjednoczone | 4:00,86  |
| 800 m (szczegóły)                     | Katie Ledecky · Stany Zjednoczone | 8:11,04   | Ariarne Titmus · Australia | 8:12,29  | Paige Madden · Stany Zjednoczone | 8:13,00  |
| 1500 m (szczegóły)                    | Katie Ledecky · Stany Zjednoczone | 15:30,02  | Anastasija Kirpicznikowa · Francja | 15:40,35 | Isabel Gose · Niemcy | 15:41,16 |
| Styl grzbietowy                       | |           | |          | |          |
| 100 m (szczegóły)                     | Kaylee McKeown · Australia | 57,33 , = | Regan Smith · Stany Zjednoczone | 57,66    | Katharine Berkoff · Stany Zjednoczone                                                                                                  | 57,98    |
| 200 m (szczegóły)                     | Kaylee McKeown · Australia | 2:03,73   | Regan Smith · Stany Zjednoczone | 2:04,26  | Kylie Masse · Kanada | 2:05,57  |
| Styl klasyczny                        | |           | |          | |          |
| 100 m (szczegóły)                     | Tatjana Smith · Południowa Afryka | 1:05,28   | Tang Qianting · Chiny | 1:05,54  | Mona McSharry · Irlandia | 1:05,59  |
| 200 m (szczegóły)                     | Kate Douglass · Stany Zjednoczone | 2:19,24   | Tatjana Smith · Południowa Afryka | 2:19,60  | Tes Schouten · Holandia | 2:21,05  |
| Styl motylkowy                        | |           | |          | |          |
| 100 m (szczegóły)                     | Torri Huske · Stany Zjednoczone | 55,59     | Gretchen Walsh · Stany Zjednoczone | 55,63    | Zhang Yufei · Chiny | 56,21    |
| 200 m (szczegóły)                     | Summer McIntosh · Kanada | 2:03,03 , | Regan Smith · Stany Zjednoczone | 2:03,84  | Zhang Yufei · Chiny | 2:05,09  |
| Styl zmienny                          | |           | |          | |          |
| 200 m (szczegóły)                     | Summer McIntosh · Kanada | 2:06,56 , | Kate Douglass · Stany Zjednoczone | 2:06,92  | Kaylee McKeown · Australia | 2:08,08  |
| 400 m (szczegóły)                     | Summer McIntosh · Kanada | 4:27,71   | Katie Grimes · Stany Zjednoczone | 4:33,40  | Emma Weyant · Stany Zjednoczone | 4:34,93  |
| Sztafety                              | |           | |          | |          |
| 4 × 100 m stylem dowolnym (szczegóły) | Australia Mollie O’Callaghan (52,24) · Shayna Jack (52,35) · Emma McKeon (52,39) · Meg Harris (51,94) · Olivia Wunsch · Bronte Campbell                                      | 3:28,92   | Stany Zjednoczone Kate Douglass (52,98) · Gretchen Walsh (52,55) · Torri Huske (52,06) · Simone Manuel (52,61) · Abbey Weitzeil · Erika Connolly                              | 3:30,20  | Chiny Yang Junxuan (52,48) · Cheng Yujie (52,76) · Zhang Yufei (52,75) · Wu Qingfeng (52,31) · Yu Yiting                               | 3:30,30  |
| 4 × 200 m stylem dowolnym (szczegóły) | Australia Mollie O’Callaghan (1:53,52) · Lani Pallister (1:55,61) · Brianna Throssell (1:56,00) · Ariarne Titmus (1:52,95) · Jamie Perkins · Shayna Jack                     | 7:38,08   | Stany Zjednoczone Claire Weinstein (1:54,88) · Paige Madden (1:55,65) · Katie Ledecky (1:54,93) · Erin Gemmell (1:55,40) · Anna Peplowski · Simone Manuel · Alex Shackell     | 7:40,86  | Chiny Yang Junxuan (1:54,52) · Li Bingjie (1:55,05) · Ge Chutong (1:57,45) · Liu Yaxin (1:55,32) · Tang Muhan · Kong Yaqi              | 7:42,34  |
| 4 × 100 m stylem zmiennym (szczegóły) | Stany Zjednoczone Regan Smith (57,28) · Lilly King (1:04,90) · Gretchen Walsh (55,03) · Torri Huske (52,42) · Katharine Berkoff · Emma Weber · Alex Shackell · Kate Douglass | 3:49,63   | Australia Kaylee McKeown (57,72) · Jenna Strauch (1:07,31) · Emma McKeon (56,25) · Mollie O’Callaghan (51,83) · Iona Anderson · Ella Ramsay · Alexandria Perkins · Meg Harris | 3:53,11  | Chiny Wan Letian (59,81) · Tang Qianting (1:05,79) · Zhang Yufei (55,52) · Yang Junxuan (52,11) · Wang Xueer · Yu Yiting · Wu Qingfeng | 3:53,23  |

#### Sztafeta mieszana
| Konkurencja                           | Złoto: | Czas    | Srebro: | Czas    | Brąz: | Czas    |
| 4 × 100 m stylem zmiennym (szczegóły) | Stany Zjednoczone Ryan Murphy (52,08) · Nic Fink (58,29) · Gretchen Walsh (55,18) · Torri Huske (51,88) · Regan Smith · Charlie Swanson · Caeleb Dressel · Abbey Weitzeil | 3:37,43 | Chiny Xu Jiayu (52,13) · Qin Haiyang (57,82) · Zhang Yufei (55,64) · Yang Junxuan (51,96) · Tang Qianting · Pan Zhanle | 3:37,55 | Australia Kaylee McKeown (57,90) · Joshua Yong (58,43) · Matthew Temple (50,42) · Mollie O’Callaghan (52,01) · Iona Anderson · Zac Stubblety-Cook · Emma McKeon · Kyle Chalmers | 3:38,76 |

### Otwarty akwen

#### Mężczyźni
| Konkurencja       | Złoto:                    | Czas      | Srebro:                | Czas      | Brąz:                  | Czas      |
| 10 km (szczegóły) | Kristóf Rasovszky · Węgry | 1:50:52,7 | Oliver Klemet · Niemcy | 1:50:54,8 | Dávid Betlehem · Węgry | 1:51:09,0 |

#### Kobiety
| Konkurencja       | Złoto:                           | Czas      | Srebro:                    | Czas      | Brąz:                      | Czas      |
| 10 km (szczegóły) | Sharon van Rouwendaal · Holandia | 2:03:34,2 | Moesha Johnson · Australia | 2:03:39,7 | Ginevra Taddeucci · Włochy | 2:03:42,8 |

## Tabela medalowa
| Miejsce | Państwo           | Złoto | Srebro | Brąz | Razem |
| 1.      | Stany Zjednoczone | 8     | 13     | 7    | 28    |
| 2.      | Australia         | 7     | 9      | 3    | 19    |
| 3.      | Francja           | 4     | 1      | 2    | 7     |
| 4.      | Kanada            | 3     | 2      | 3    | 8     |
| 5.      | Węgry             | 3     | 1      | 1    | 5     |
| 6.      | Chiny             | 2     | 3      | 7    | 12    |
| 7.      | Włochy            | 2     | 1      | 3    | 6     |
| 8.      | Szwecja           | 2     | 0      | 0    | 2     |
| 9.      | Wielka Brytania   | 1     | 4      | 0    | 5     |
| 10.     | Niemcy            | 1     | 1      | 1    | 3     |
| 11.     | Południowa Afryka | 1     | 1      | 0    | 2     |
| 12.     | Holandia          | 1     | 0      | 2    | 3     |
| 12.     | Irlandia          | 1     | 0      | 2    | 3     |
| 14.     | Rumunia           | 1     | 0      | 1    | 2     |
| 15.     | Grecja            | 0     | 1      | 0    | 1     |
| 15.     | Japonia           | 0     | 1      | 0    | 1     |
| 17.     | Hongkong          | 0     | 0      | 2    | 2     |
| 18.     | Korea Południowa  | 0     | 0      | 1    | 1     |
| 18.     | Szwajcaria        | 0     | 0      | 1    | 1     |
| ------- | ----------------- | ----- | ------ | ---- | ----- |

## Rekordy
Podczas zawodów ustanowiono następujące rekordy świata i rekordy olimpijskie.

### Rekordy świata
| Data       | Konkurencja                                         | Czas     | Zawodnik                                                                            | Reprezentacja     |
| ---------- | --------------------------------------------------- | -------- | ----------------------------------------------------------------------------------- | ----------------- |
| 31 lipca   | 100 m stylem dowolnym mężczyzn – finał              | 46,40    | Pan Zhanle                                                                          | Chiny             |
| 3 sierpnia | Sztafeta mieszana 4 × 100 m stylem zmiennym – finał | 3:37,43  | Ryan Murphy (52,08) Nic Fink (58,29) Gretchen Walsh (55,18) Torri Huske (51,88)     | Stany Zjednoczone |
| 4 sierpnia | 1500 m stylem dowolnym mężczyzn – finał             | 14:30,67 | Robert Finke                                                                        | Stany Zjednoczone |
| 4 sierpnia | 4 × 100 m stylem zmiennym kobiet – finał            | 3:49,63  | Regan Smith (57,28) Lilly King (1:04,90) Gretchen Walsh (55,03) Torri Huske (52,42) | Stany Zjednoczone |

### Rekordy olimpijskie
| Data       | Konkurencja                                 | Ustanowiony dla          | Czas       | Zawodnik / Zawodniczka                                                                                     | Reprezentacja     |
| ---------- | ------------------------------------------- | ------------------------ | ---------- | --- | ----------------- |
| 27 lipca   | 100 m stylem motylkowym kobiet – półfinał 1 | (tej samej konkurencji)  | 55,38      | Gretchen Walsh                                                                                             | Stany Zjednoczone |
| 27 lipca   | 4 × 100 m stylem dowolnym kobiet – finał    | (tej samej konkurencji)  | 3:28,92    | Mollie O’Callaghan (52,24) Shayna Jack (52,35) Emma McKeon (52,39) Meg Harris (51,94)                      | Australia         |
| 27 lipca   | 4 × 100 m stylem dowolnym mężczyzn – finał  | 100 m stylem dowolnym    | 46,92 (sz) | Pan Zhanle                                                                                                 | Chiny             |
| 28 lipca   | 400 m stylem zmiennym mężczyzn – finał      | (tej samej konkurencji)  | 4:02,95    | Léon Marchand                                                                                              | Francja           |
| 29 lipca   | 200 m stylem dowolnym kobiet – finał        | (tej samej konkurencji)  | 1:53,27    | Mollie O’Callaghan                                                                                         | Australia         |
| 30 lipca   | 100 m stylem grzbietowym kobiet – finał     | (tej samej konkurencji)  | 57,33      | Kaylee McKeown                                                                                             | Australia         |
| 30 lipca   | 800 m stylem dowolnym mężczyzn – finał      | (tej samej konkurencji)  | 7:38,19    | Daniel Wiffen                                                                                              | Irlandia          |
| 31 lipca   | 200 m stylem motylkowym mężczyzn – finał    | (tej samej konkurencji)  | 1:51,21    | Léon Marchand                                                                                              | Francja           |
| 31 lipca   | 1500 m stylem dowolnym kobiet – finał       | (tej samej konkurencji)  | 15:30,02   | Katie Ledecky                                                                                              | Stany Zjednoczone |
| 31 lipca   | 200 m stylem klasycznym mężczyzn – finał    | (tej samej konkurencji)  | 2:05,85    | Léon Marchand                                                                                              | Francja           |
| 1 sierpnia | 200 m stylem motylkowym kobiet – finał      | (tej samej konkurencji)  | 2:03,03    | Summer McIntosh                                                                                            | Kanada            |
| 1 sierpnia | 4 × 200 m stylem dowolnym kobiet – finał    | (tej samej konkurencji)  | 7:38,08    | Mollie O’Callaghan (1:53,52) Lani Pallister (1:55,61) Brianna Throssell (1:56,00) Ariarne Titmus (1:52,95) | Australia         |
| 2 sierpnia | 200 m stylem grzbietowym kobiet – finał     | (tej samej konkurencji)  | 2:03,73    | Kaylee McKeown                                                                                             | Australia         |
| 2 sierpnia | 200 m stylem zmiennym mężczyzn – finał      | (tej samej konkurencji)  | 1:54,06    | Léon Marchand                                                                                              | Francja           |
| 3 sierpnia | 50 m stylem dowolnym kobiet – półfinał 2    | (tej samej konkurencji)  | 23,66      | Sarah Sjöström                                                                                             | Szwecja           |
| 3 sierpnia | 200 m stylem zmiennym kobiet – finał        | (tej samej konkurencji)  | 2:06,56    | Summer McIntosh                                                                                            | Kanada            |
| 4 sierpnia | 4 × 100 m stylem zmiennym kobiet – finał    | 100 m stylem grzbietowym | 57,28 (sz) | Regan Smith                                                                                                | Stany Zjednoczone |